# 幽霊座
『幽霊座』（ゆうれいざ）は、横溝正史の「金田一耕助シリーズ」の中編推理小説。

## 概要と解説
本作は『面白倶楽部』1952年（昭和27年）11月 - 12月号に掲載された。
歌舞伎好きである作者唯一の歌舞伎役者とその舞台を題材にした作品だが、全集（旧版）に収録されていない。このことについて、大坪直行は「あまりよく知らない歌舞伎の世界をバックにしただけに、自信がなかったのかも知れない」としながら、梨園にわだかまる因襲と確執、親子の愛憎のからみなどは横溝正史独特の草双紙趣味が上手く出ていて面白い作品である」と記している。
なお、本作中の最初の失踪事件は『本陣殺人事件』の前年の1936年（昭和11年）の出来事で、金田一耕助はその当時既に2、3の事件に成功したと作品中で語っている。

## あらすじ
駒形橋西詰から雷門に向かった途中にある古い劇場「稲妻座」では、1936年（昭和11年）8月に奇妙な失踪事件が起きていた。当時、稲妻座は若手歌舞伎役者随一と言われる佐野川鶴之助と水木京三郎が猛烈な人気争いをしてにぎわっていた。その鶴之助が狂言『鯉つかみ』の千秋楽で舞台の水船に飛び込んだ後奈落に抜け、早変わりで花道に現われるはずのところ、そのまま失踪して行方知れずとなってしまったのである。当時稲妻座と親交のあった金田一耕助の目の前で起きたことで、金田一は事前に鶴之助から、千秋楽に君を驚かせることをやってみせるということを聞かされていた。また、そのひと月ほど前に鶴之助から絶対に秘密という条件で、篠原アキという女性の行状調査を依頼されていた。アキは夫殺しによる10年の刑を終えて5月に出獄したばかりであった。しかし、その後のアキのいどころをつかまえることはできなかった。失踪の理由は分からなかったが、金田一は心密かに鶴之助はアキと逃げたのだろうと思っていた。
そして現在、1952年（昭和27年）8月、稲妻座では再び『鯉つかみ』を行うことになった。鶴之助の遺児・雷蔵が16年前に鶴之助が演じた若侍役、共演が当時と同じ水木京三郎とその息子であった。ところが、初日の舞台の直前、差し入れのチョコレートを食べた雷蔵が倒れて動けなくなってしまう。そして、代役に立った鶴之助の弟の紫虹が水船に飛び込んで奈落に抜けたところ、苦しみだして死んでしまった。紫虹もチョコレートを食べていたので調べたところ、一部にストリキニーネが盛られていたものがあったが致死量以下であった。ところが紫虹の死因はニコチンを塗られた針を刺されたことによる毒殺であった。

## 主な登場人物
金田一耕助（きんだいち こうすけ）
私立探偵。
佐野川鶴之助（さのがわ つるのすけ）
16年前に舞台から失踪した稲妻座の歌舞伎役者。当時の若手役者中で人気随一と言われていた。
佐野川おりん（さのがわ おりん）
鶴之助の母親違いの姉。鶴之助の失踪後、稲妻座の事業を支えていた。戦時中に失明する。
佐野川紫虹（さのがわ しこう）
鶴之助の母親違いの弟。本名は静雄（しずお）。顔、姿とも綺麗な女形。舞台姿が綺麗すぎて色気が舞台に出ず、冷たいと言われている。
佐野川雷蔵（さのがわ らいぞう）
鶴之助の遺児。本名は喜久雄（きくお）。稲妻座の跡取りの歌舞伎役者。
水木京三郎（みずき きょうさぶろう）
鶴之助と猛烈な人気争いをしていた歌舞伎役者。鶴之助を殺したのではないかと噂を立てられて東京の舞台に立てなくなり、大阪へ落ちのびる。
篠原アキ（しのはら アキ）
鶴之助が失踪するひと月前に、金田一が鶴之助から行状調査を依頼された女。当時35歳。元看護婦。夫殺しで10年の刑を受けた後、出獄する。
音平（おとへい）
鶴之助および雷蔵の男衆のひとり。鶴之助失踪時、奈落にいた。
民造（たみぞう）
紫虹の男衆のひとり。空襲で体中に大火傷を負って、左の頬から手へかけて、煮え湯を浴びたように白くただれている。
等々力大志（とどろき だいし）
警視庁警部。

## 収録書籍
- 『幽霊座』（2022年、角川文庫、ISBN 978-4-04-112777-3）
「幽霊座」「鴉」「トランプ台上の首」を収録。
- 『新版横溝正史全集12 悪魔が来りて笛を吹く』（1975年、講談社）
「悪魔が来りて笛を吹く」「廃園の鬼」「幽霊座」を収録。
- 『横溝正史に捧ぐ新世紀からの手紙』（角川書店、2002年5月25日、ISBN 978-4048837231）
小説作品は「幽霊座」を収録。

## テレビドラマ

### 1997年版
『名探偵・金田一耕助シリーズ・幽霊座』は、TBS系列で1997年1月3日に放送された。
1957年（昭和32年）、岡山県勝呂郡久賀村にある「相生座」（岐阜県瑞浪にある同名の芝居小屋で撮影）での事件となっている。
鶴之助という役者が過去の興行千秋楽で、「鯉つかみ」の滝窓志賀之助を演じる途中での水槽を利用した早変りで失踪したのは原作通りだが、水槽の仕掛けは原作と全く異なっている。この興行は「相生座」とは別の芝居小屋で行われており、本作の事件に際して再演された設定ではない。鶴之助が失踪した理由をはじめとする登場人物の人間関係や、そこから発展するストーリー展開は、人名の一部を原作から流用したのみで、原作とほぼ無関係に創作されている。
- 造り酒屋の奉公人・牧野喜久雄が、旅回り一座の女形・紫虹の妻・乙女と、その一座から破門されていた役者・水木京三郎の心中に見せかけた他殺死体を発見する。そのあと紫虹も絞殺され、弟子の音丸も毒殺される。
- 一座は8年前に死んだ雷車鶴右衛門を継いで座長となった妻・鶴之丞が率いている。鶴之丞の息子・鶴之助は、4年前の大阪での興行の千秋楽で失踪しており、その興行の初日には座付作家・坪内晴夫が溺死していて、事故か自殺か他殺かはっきりしていなかった。
- 喜久雄の正体は失踪した鶴之助である。アル中に陥っていた坪内と鶴之丞の争いを見て逆上した鶴之助は、坪内もろとも「鯉つかみ」用の水槽に落ちた。鶴之丞は溺死した坪内の死体を道頓堀に移動させ、鶴之助を失踪させていた。その理由は鶴之助の父親が坪内だったことだと最後に明らかになる。
- 喜久雄は元々音丸の本名であり、自動車免許取得の際に喜久雄を名乗る鶴之助の存在に気づき、水木、乙女、紫虹もそれを知って鶴之丞をゆすったため殺害された。

キャスト
- 金田一耕助 - 古谷一行
- 雷車鶴之丞 - 十朱幸代
- 牧野喜久雄 - 大沢健
- 紫虹 - 井上純一
- 香織 - 渋谷琴乃
- 千鶴 - 川島美津子
- 岬乙女 - 浅倉いづみ
- 水木京三郎 - 片岡弘貴
- 音丸 - 井田州彦
- 雷蔵 - 志賀圭二郎
- 坪内晴夫 - 速水亮
- 三波伸夫 - 小島三児
- 夏目 - 穂積隆信
- 霊安室係官 - パンチ佐藤
- 小柳（刑事） - 岡野進一郎
- 河合警部 - 谷啓

スタッフ
- プロデューサー - 大下晴義、堀貞雄
- 脚本 - 峯尾基三
- 選曲 - 伊藤克己
- 撮影 - 笹村彰
- 照明 - 遠藤克己
- 美術 - 西村伸明
- 録音 - 石川日出雄
- 編集 - 末吉俊朗
- 企画協力 – 角川書店、かとう企画
- 監督 – 奥村正彦
- 製作 - 東阪企画、TBS